# Hebenstretia glaucescens
Hebenstretia glaucescens är en flenörtsväxtart som beskrevs av Rudolf Schlechter. Hebenstretia glaucescens ingår i släktet gatörter, och familjen flenörtsväxter. Inga underarter finns listade i Catalogue of Life.